# Georgy Balakshin
Georgy Ruslanovich Balakshin (em russo: Георгий Русланович Балакшин, Antonovka, 6 de março de 1980) é um boxista russo que representou seu país em duas edições de Jogos Olímpicos.
Em sua primeira participação, em Atenas 2004, Balakshin venceu as duas primeiras lutas, mas foi derrotado na terceira para o cubano Yuriorkis Gamboa, ficando sem medalhas. Nos Jogos Olímpicos de Verão de 2008, realizados em Pequim, na República Popular da China, conseguiu a medalha de bronze após perder nas semifinais para o cubano Andry Laffita.